# Hoher Trieb
Hoher Trieb är en bergstopp i Österrike.   Den ligger i förbundslandet Kärnten, i den centrala delen av landet, 300 km sydväst om huvudstaden Wien. Toppen på Hoher Trieb är 2 199 meter över havet, eller 419 meter över den omgivande terrängen. Bredden vid basen är 8,1 km.
Terrängen runt Hoher Trieb är huvudsakligen bergig, men den allra närmaste omgivningen är kuperad. Runt Hoher Trieb är det ganska glesbefolkat, med 32 invånare per kvadratkilometer.. Närmaste större samhälle är Irschen, 17,9 km norr om Hoher Trieb. 
I omgivningarna runt Hoher Trieb växer i huvudsak blandskog.